# Quartier des rives de l'Orne
Le quartier des Rives de l'Orne est un quartier de Caen au sud du quartier Saint-Jean, sur la rive droite de l'Orne et donnant sur l'entrée nord de la gare de Caen.
Le quartier est délimité :
- au nord, par l'Orne,
- à l'est, par la rue Rosa-Parks,
- au sud, par la gare de Caen,
- à l'ouest, par la rue de la Gare.

## Histoire

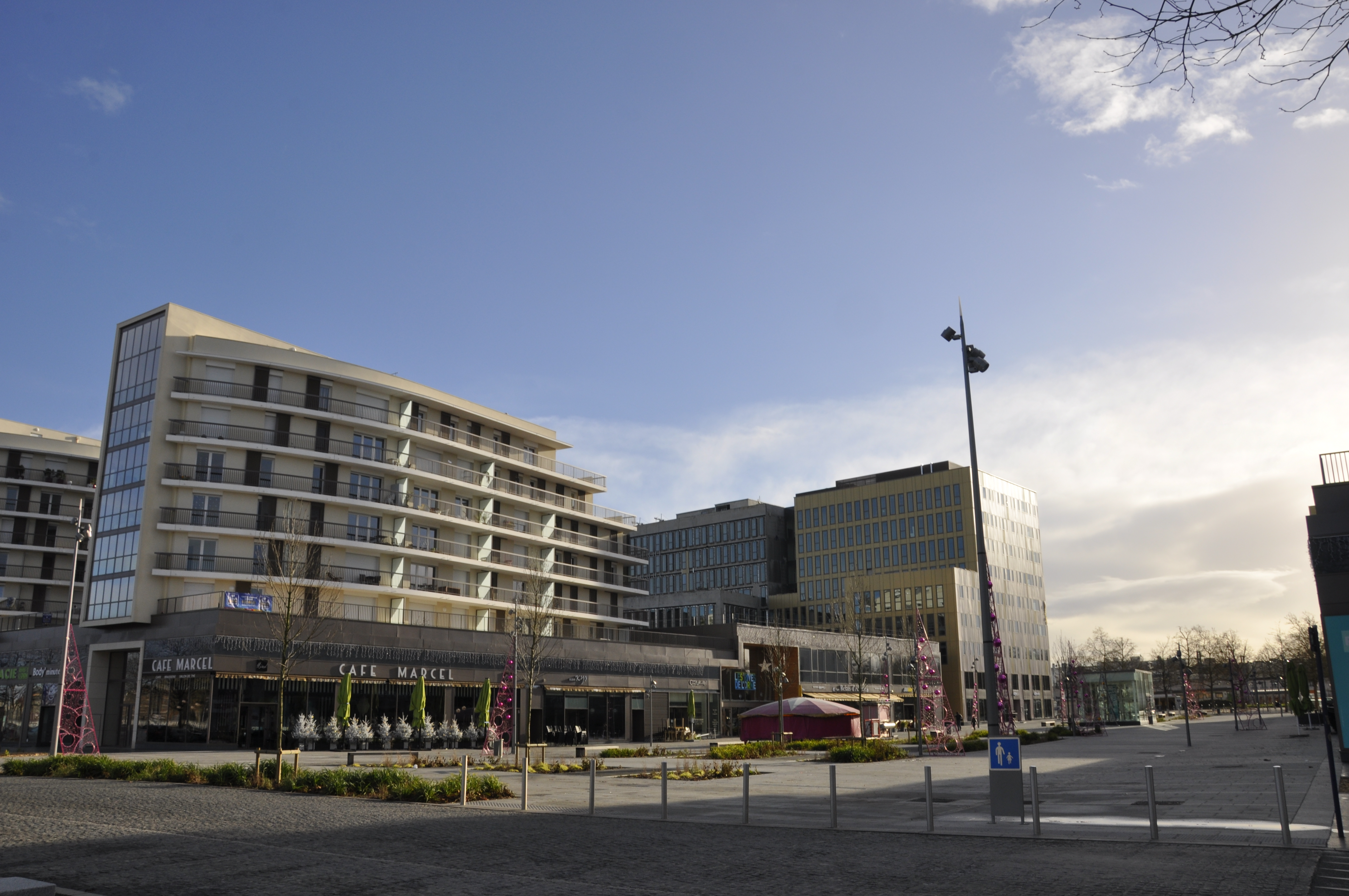
la place centrale du quartier

La ville de Caen lance en novembre 2005 une consultation pour « la réalisation d’un nouveau quartier mixte de bureaux, logements, commerces et loisirs sur le site des Rives de l’Orne ». C'est l'opérateur immobilier Maurice Bansay PDG d'Apsys group qui est retenu, avec son partenaire local Safaur, promoteur constructeur à Caen.
Le projet de rénovation urbaine de l'espace anciennement occupé par le centre de tri postal est dévoilé en juillet 2006. Il prévoit 220 logements dont 20 à 25 % de logement social et 20 000 m2 de bureaux. Un cinéma de 2 000 places est aussi prévu. Le choix du cinéma est effectué en janvier 2008 et c'est Pathé qui remporte l'offre, déménageant ainsi son complexe du centre-ville. Le permis de construire est déposé en avril 2009 après quelques modifications effectuées au projet initial.
Avec le changement de majorité municipale intervenu en mars 2008, le projet est modifié. Lors du conseil municipal du 27 avril 2009, une extension du quartier est votée sous la forme d'une zone d'aménagement concerté d'une surface de 28 hectares le long du cours Montalivet permettant la création de « 500 logements en front de l'Orne dans des immeubles de 7-8 étages et de 150 000 m2 de commerces, bureaux et activités ». Le permis est ainsi amendé en septembre 2009. En novembre 2009, les commissaires enquêteurs rendent leur rapport. Le permis définitif est déposé le 4 février 2010.
La première pierre est posée le 25 mars 2011. Le chantier occupe en permanence entre 200 et 250 personnes.
L'inauguration du centre commercial a lieu le 13 mai 2013 et l'ouverture le 14 mai.
Les logements ouvrent à partir de juillet 2013 jusqu'à octobre 2013.

## Équipements et espaces verts
Le quartier dispose :
- d'un cinéma de 10 salles exploité par Pathé
- de 25 000 m2 de commerces (Rive Marine et Rive Émeraude)
- d'un hôtel 3 étoiles de 100 chambres
- de 9 restaurants
- de 25 400 m2 de bureaux
- de logements
- d'une résidence pour les séniors
- d'un parking souterrain de 900 places dont 680 places ouvertes au public

## Animations
Depuis 2018, le quartier s'investit dans l'opération « Caen Plage » qui propose du 1er juin au 31 août un programme d'animations diverses : concerts, concours de châteaux de sable, concours de billes dans le sable et autres tournois conviviaux. 

## Transport en commun

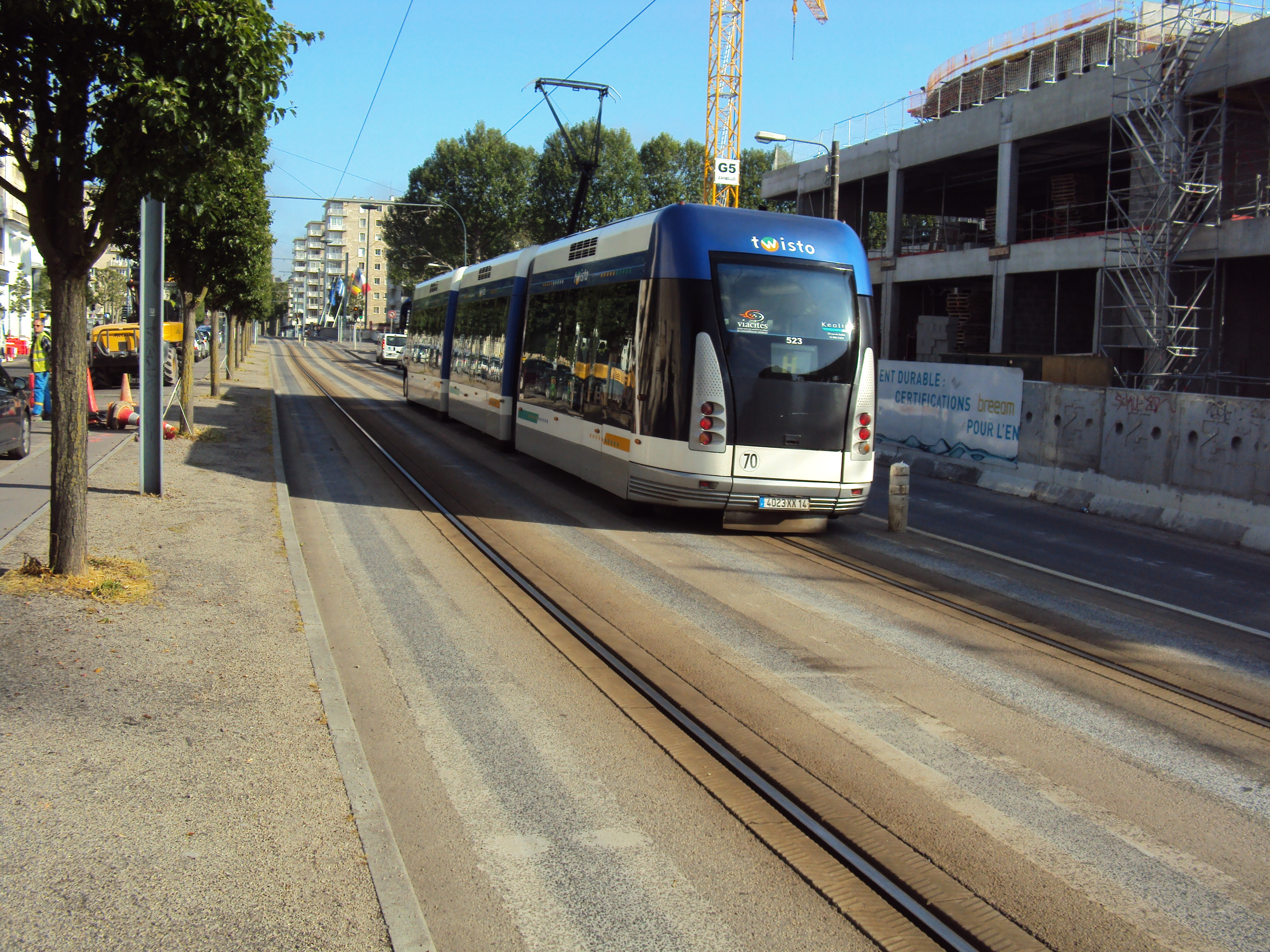
Transport léger guidé de Caen sur la rue de la gare en juin 2012 ; à droite, le quartier en construction

Le quartier est desservi par les deux lignes du TVR de Caen (station Quai de Juillet sur la rive gauche de l'Orne). Dans le cadre du projet de tramway de Caen, qui sera mis en service en juillet 2019, il est étudié la possibilité de déplacer cette station sur la rive droite de l'Orne pour mieux desservir le quartier. Le terminus des lignes est-ouest devait également être implanté sur le quai à proximité. Il est également prévu que le terminus des deux futures lignes est-ouest soit établi en 2018 sur le quai Amiral-Hamelin devant les Rives de l'Orne.  Le 5 novembre 2014, la ligne est-ouest est abandonné, mais un embranchement est prévu jusqu'à la Presqu'île, desservant au passage le quartier. En 2016, il est officiellement annoncé que la  station quai de Juillet ne sera pas déplacée.

## Distinctions
Le quartier des Rives de l'Orne a reçu le prix Procos « Mixité-ville 2014 ». Le jury a loué « un projet exemplaire en matière de mixité urbaine. Ce qui n’était encore il y a trois ans qu’une friche ferroviaire est devenu en mai dernier le prolongement naturel du centre-ville de Caen, un carrefour stratégique, un lieu d’échanges et de rencontre avec, en son cœur, l’espace shopping et loisirs Les Rives de l’Orne. Le programme, qui associe commerces, loisirs, logements, bureaux et espace urbain, développe une mixité urbaine rare en France ». 

## Annexe
- Vaucelles (Caen)